# Jozef Nassief
Jozef Nassief Bersawi (Libanon, 28 augustus 1882 – Paramaribo, 8 november 1962) was een Surinaams ondernemer van Libanese origine. Hij was medio 20e eeuw een van de rijkste Surinamers.

## Biografie
Jozef Nassief Bersawi, ook geschreven als Bersaowi, was rond de 29 jaar oud toen hij in 1911 naar Suriname emigreerde. Hij werkte aanvankelijk als straatverkoper in Nickerie.
In 1916 vestigde hij een winkel aan de Watermolenstraat in Paramaribo met de verkoop van kramerijen, genaamd Au Bon Marché. Deze nam hij over van W. Karkabé die wordt gezien als een van de eerste Libanese immigranten in Suriname eind 19e eeuw. Nassief breidde de winkel zodanig uit, dat hij in 1931 genoodzaakt was naar een groter pand aan de Maagdenstraat te verhuizen. Tegen 1940 was hij uitgegroeid tot inmiddels een van de rijkste Surinamers.
Naast de winkel had Nassief ook de rol van gangmaker van Karkabé over weten te nemen. In 1932 richtte hij de Libanistenclub op die tientallen jaren de sociale ontmoetingsplaats voor Libanezen vormde. Van de club ging een grote invloed uit op Libanezen in Suriname om alleen binnen de eigen groep te huwen. Hij bleef tot zijn dood de drijvende kracht achter de Libanezenclub. Ook was hij in 1934 een van de oprichters van de tennisclub Boys. Gehecht aan zijn nieuwe vaderland liet hij zich in 1953 neutraliseren tot Nederlander. Anderzijds bleef hij in daad en financiën ondersteuning bieden aan Libanezen in Suriname en die zich wilden vestigen in Suriname. Voorgedragen door de Surinaamse regering werd hij in april 1962 benoemd tot ridder in de Orde van Oranje-Nassau.
Op 8 november 1962 overleed hij plotseling in het Sint Vincentius Ziekenhuis. Hij werd drie dagen later begraven. Jozef Nassief is 70 jaar oud geworden.